# Font d'Albenya
La font d'Albenya és una font de mina situada a la possessió d'Albenya, al municipi d'Algaida, Mallorca. És un qanat construït abans del 1229, any de la conquesta de Mallorca, i és considerat com un dels qanats islàmics que se conserven a Mallorca.

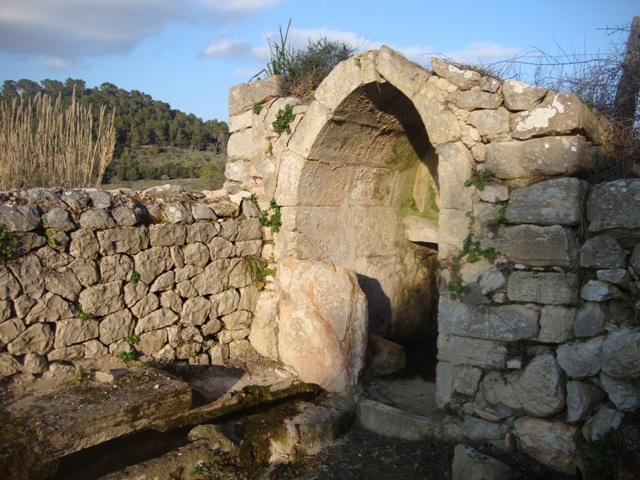
Sortida de la galeria

Aquest qanat està compost per una galeria d'una longitud d'uns 76 m que discorre d'est a oest, amb tres pous d'aireig. Té un doble pou mare amb un quart pou d'aireig al mig. L'entrada de la mina és petita, té volta ogival o apuntada, amb una altura de 200 cm. La galeria té el sostre pla fet de pedra en sec d'una gran rusticitat, l'altura mitjana és de 100 cm i l'amplària mitjana 50 cm. Hi una canal central excavada al sòl de la galeria. A la sortida l'aigua va a un abeurador i a un gran safareig.